# Techniczne specyfikacje interoperacyjności

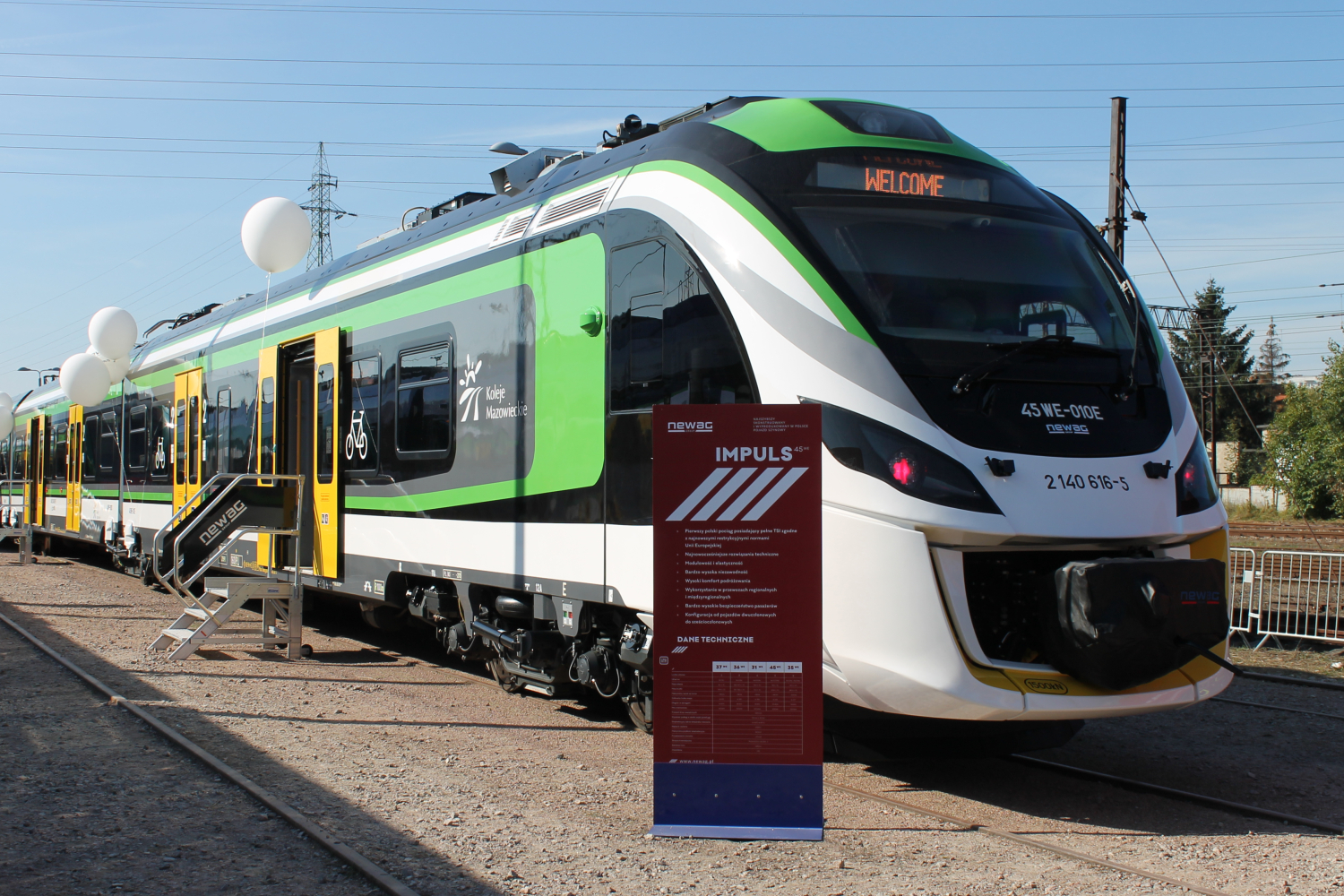
Prezentowany na Trako 2015 EZT Newag Impuls typu 45WE – pierwszy pojazd szynowy polskiej konstrukcji z pełnym TSI

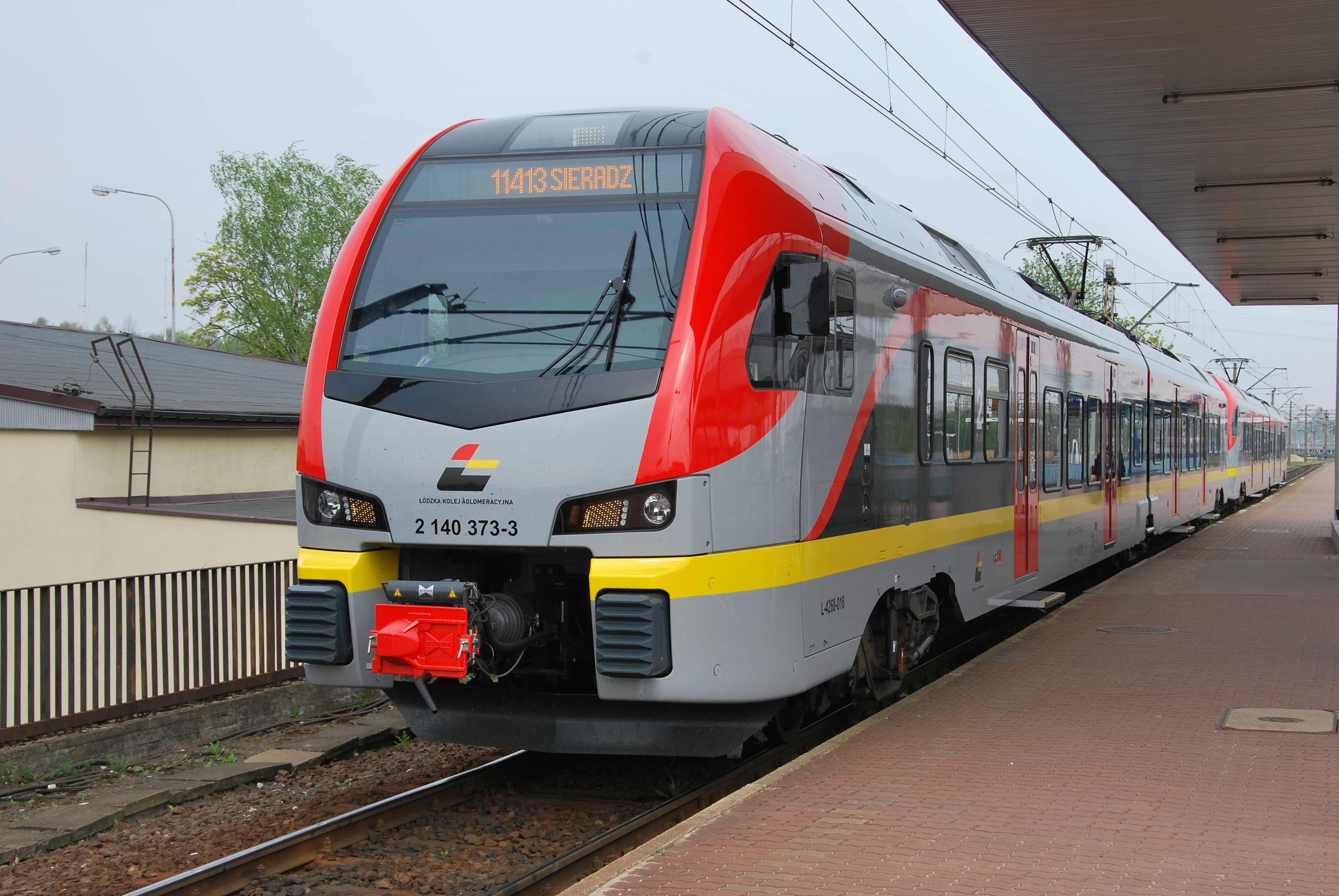
Stadler FLIRT dla ŁKA – pierwszy pojazd szynowy zgodny z TSI dopuszczony do ruchu w Polsce

Techniczne specyfikacje interoperacyjności (ang. Technical Specifications for Interoperability, TSI) – szczegółowe wymagania techniczne i funkcjonalne, procedury i metody oceny zgodności z zasadniczymi wymaganiami dotyczącymi interoperacyjności kolei, warunki eksploatacji i utrzymania dotyczące składników interoperacyjności i podsystemów transeuropejskiego systemu kolei dużych prędkości i transeuropejskiego systemu kolei konwencjonalnej, określane i ogłaszane przez Komisję Europejską.
Na potrzeby TSI system kolei dzieli się na następujące podsystemy:
- strukturalne:
  - związane z siecią:
    - infrastruktura,
    - energia,
    - sterowanie – urządzenia przytorowe,

  - związane z pojazdem:
    - sterowanie – urządzenia pokładowe,
    - tabor,
- funkcjonalne:
  - ruch kolejowy,
  - utrzymanie,
  - aplikacje telematyczne dla przewozów pasażerskich i dla przewozów towarowych[2].

Pierwszym pojazdem polskiej konstrukcji spełniającym wszystkie wymagania TSI jest elektryczny zespół trakcyjny Newag Impuls typu 45WE dla Kolei Mazowieckich, natomiast pierwszym pojazdem zgodnym z TSI dopuszczonym do eksploatacji w Polsce jest elektryczny zespół trakcyjny Stadler FLIRT dla Łódzkiej Kolei Aglomeracyjnej.